# Kingdom Come: Deliverance II
Kingdom Come: Deliverance II (Abk. KCD II bzw. KCD 2) ist ein von Warhorse Studios entwickeltes Computer-Rollenspiel für die Systeme Microsoft Windows, PlayStation 5 und Xbox Series. Der Nachfolger von Kingdom Come: Deliverance wurde am 4. Februar 2025 veröffentlicht.
Das Spiel ist laut Beschreibung seines Publishers eine „authentische Wiedergabe des Böhmens des 15. Jahrhunderts“. Das Spiel erhielt positive Kritiken und verkaufte sich innerhalb von zwei Wochen nach Veröffentlichung zwei Millionen Mal.

## Handlung
Protagonist ist wie bereits im Vorgänger der Schmied Heinrich von Skalitz (bzw. Henry in der englischsprachigen Fassung), der zur Zeit des Mittelalters, im frühen 15. Jahrhundert, in Mittelböhmen lebt. Die Handlung knüpft nahtlos an das Ende des Vorgängers an. Laut Spielbeschreibung wird Heinrich von Skalitz im Verlauf von Kingdom Come: Deliverance II, das sich in den „Wirren eines Bürgerkriegs“ abspielt, gegen „Sigismund den Roten Fuchs“ und dessen Verbündeten kämpfen.
Laut Warhouse Studios schließt KCD II die Geschichte, die mit dem Vorgängerspiel begann, ab. Kingdom Come: Deliverance II hat verschiedene Enden.

## Setting
Die Spielwelt von Kingdom Come: Deliverance II ist doppelt so groß wie die des ersten Teils. Jedoch handelt es sich nicht um eine große zusammenhängende Welt, sondern zwei größere, frei erkundbare Gebiete. Das eine Gebiet ist das Böhmische Paradies, eine Kulturlandschaft mit viel Natur, während das andere die Stadt Kutná Hora bzw. Kuttenberg und deren Umland darstellt. Kuttenberg war im späten Mittelalter nach Prag die zweitgrößte Stadt Böhmens und aufgrund von Silberbergbau sowie Münzprägung eines der reichsten Wirtschaftszentren des Landes.
Kingdom Come: Deliverance II ist laut Warhorse Studios mit insgesamt fünf Stunden Zwischensequenzen durchsetzt und auch für Einsteiger, die den ersten Teil nicht gespielt haben, zugänglich. Die Spieldauer des Grundspiels beträgt 80 bis 100 Stunden, exklusive DLCs.
Während des Spielens können Kodexeinträge zu historischen Persönlichkeiten, sozialen Gegebenheiten der damaligen Zeit, Handwerk, historischen Ereignissen sowie historischen Orten und allgemeinen Informationen freigeschaltet werden.
Da Kingdom Come: Deliverance II unterschiedliche Enden hat, gibt es einen gewissen Wiederspielwert.

## Gameplay
Kingdom Come: Deliverance II ist wie bereits sein Vorgänger ein Open-World-Action-Rollenspiel, in der der Protagonist aus der Egoperspektive gesteuert wird. Erneut können Aufgaben bzw. Missionen auf unterschiedliche Weise gehandhabt werden. Entsprechend der Entscheidungen und der Art des Spielenden fallen die Reaktionen der NPCs und der Gesellschaft aus. Nach Angaben von Warhorse Studios beeinflussen die Reaktionen der Gesellschaft und Spielwelt auf den Spieler-Character wiederum dessen Werdegang. So sollen sich letztlich die Entscheidungen des Spielenden auf die Charakterentwicklung und den Lebenslauf des Spielercharakters auswirken. Ein Aspekt des Gameplays von KCD II ist die Lebenssimulation; der Protagonist benötigt, wie bereits im Vorgänger, regelmäßig Schlaf und Nahrung.
Anders als zu Beginn des Vorgängers startet das Spiel nicht mit einem gänzlich unerfahrenem und untrainierten Protagonisten. Im Gegensatz zum ersten Teil gibt es in Kingdom Come: Deliverance II auch Armbrüste und frühe Formen von Feuerwaffen. Erstere können zum Teil auch während des Reitens verschossen werden.
Waren im Vorgänger mit Redekunst, Charisma und Einschüchtern drei Fähigkeiten in Dialogen mit NPCs anwendbar, wurden diese um Auftreten, Nötigen und Dominieren ergänzt.

## Entwicklung und Marketing
Die Entwicklungskosten betrugen eine Milliarde tschechische Kronen, was etwa 41 Millionen US-Dollar entspricht. Kingdom Come: Deliverance II wurde im April 2024 mit einem Trailer angekündigt und vorgestellt. Mit der Entwicklung von Kingdom Come: Deliverance II war im Jahr 2018, nach der Veröffentlichung des Vorgängers, begonnen worden. Zählte Warhorse Studios im Jahr 2019 noch 131 Mitarbeiter, war es spätestens bis zum Frühjahr 2024 auf ca. 250 Personen angewachsen. Nach eigenen Angaben will Warhorse Studios mit Kingdom Come: Deliverance II das Spiel erschaffen, das der Vorgänger Kingdom Come: Deliverance eigentlich sein sollte, aber Warhorse Studios aufgrund mangelnder Ressourcen und Erfahrung nicht konnte. Die Spiel-Engine basiert auf der CryEngine und ist laut Angaben der Entwickler stark modifiziert. Die Komponisten des Spiels sind erneut die Tschechen Jan Valta und Adam Sporka. Auch wird der Protagonist Heinrich bzw. Henry abermals vom britischen Schauspieler Tom McKay verkörpert. Außerdem wurde bei der Entwicklung wieder auf die Expertise von verschiedenen Historikern, Universitäten und Museen zurückgegriffen, um laut Warhorse Studios eine „realistische, eindringliche und glaubwürdige mittelalterliche Welt“ darzustellen. Anders als bei der Entwicklung des ersten Teils wird das Motion Capturing um Facial-Capture ergänzt. Auch Stuntreiter nahmen an der Entwicklung des Spiels teil.
KCD II ist in mehreren Sprachen vertont; es gibt Sprachausgaben in Englisch, Deutsch, Tschechisch, Französisch, Spanisch und Japanisch. Für andere Sprachen sind textbasierte Lokalisierungen bzw. Untertitel verfügbar.
Im Juni 2024 wurde ein zweiter Trailer veröffentlicht. Zwei Monate später wurde das Veröffentlichungsdatum bekanntgegeben und ein 25-minütiges Gameplay-Video nebst Teaser veröffentlicht.
Mit dem Patch 1.3 erschienen am 15. Mai 2025 sowohl der erste DLC Brushes With Death als auch die angekündigten Pferderennen im Spiel.

## Verkaufsversionen und Erweiterungen

### Verkaufsversionen
Kingdom Come: Deliverance II wird in drei Verkaufsversionen veröffentlicht; neben dem Grundspiel bzw. der Standard Edition wird KCD2 als Gold Edition und Collector’s Edition verfügbar sein. Die Gold Edition enthält neben dem Grundspiel drei später erscheinende DLCs bzw. Add-ons, eine Ausrüstung für den Protagonisten sowie einen Bonusinhalt namens „Shields of Seasons Passing“, der mit dem Release des Grundspiels veröffentlicht wird. Sowohl die Standard Edition als auch die Goldedition werden digital (per download) als auch als physische Ausgabe angeboten. Käufer der Standard Edition können die drei Erweiterungen und den Bonusinhalt „Shields of Seasons Passing“ als digitales Bündelangebot unter der Bezeichnung „Expansion Pack“ bzw. „Erweiterungspass“ online erwerben. Die Collector’s Edition umfasst alle Inhalte der Gold Edition und ist ergänzt um mehrere Merchandise-Artikel. Vorbesteller erhalten unabhängig von der gekauften Version ein Bonusquest (namens „Löwenwappen“), das wiederum eine weitere Ausrüstung für den Protagonisten mit sich bringt.

### Erweiterungen
Zwei Wochen vor Release kündigten Warhorse Studios am 21. Januar 2025 eine Roadmap mit Erweiterungen für das Hauptspiel an. Darin enthalten sind drei kostenlose Updates sowie drei kostenpflichtige Erweiterungen. Für das Frühjahr 2025 sind bereits einige kleinere Features geplant, die kostenlos nachgeliefert werden und die in der Launch-Version noch fehlen.
Zu den kostenlosen DLCs gehört der Hardcore-Modus, der das Spielerlebnis durch erhöhte Schwierigkeit erweitert. Außerdem wird es Pferderennen geben, bei denen Spieler ihre Reitfertigkeiten unter Beweis stellen und Preisgelder gewinnen können. Zudem wird der Barbier zurückkehren, der es ermöglicht, Heinrichs Aussehen durch neue Frisuren und Bärte anzupassen.
Die kostenpflichtigen Erweiterungen, die im Expansion Pass enthalten sind, bieten neue Handlungsstränge und Spielinhalte. Den Anfang macht Brushes With Death, das am 15. April 2025 erschien. In diesem DLC erforscht Heinrich die rätselhafte Vergangenheit eines Künstlers.
Im dritten Quartal 2025 folgt Legacy of the Forge. Hier steht die Schmiedekunst im Mittelpunkt. Spieler können die Schmiede in Kuttenberg wiederaufbauen und Heinrichs Fähigkeiten als Schmied verbessern, um ihn zu einem Meisterschmied aufsteigen zu lassen. Das DLC wurde für den 9. September 2025 angekündigt.
Den Abschluss der Erweiterungen bildet Mysteria Ecclesiae, das zwischen Oktober und Dezember 2025 erscheint. In diesem DLC begibt sich Heinrich ins Kloster Sedletz, um eine tödliche Krankheit aufzuhalten. Ähnlich wie im ersten Teil wird es auch hier eine Mischung aus Abenteuer, Intrigen und Rätseln geben, die Heinrich lösen muss.

## Auszeichnungen, Rekord und Verkaufszahlen
Bereits vor Veröffentlichung, im August 2024, erhielt Kingdom Come: Deliverance II auf der Gamescom die Auszeichnung „Bestes PC-Spiel“.
Das Script des Spiels verfügt nach Angaben von Chefentwickler Daniel Vavra über 2,2 Millionen Wörter. Das Script des bisherigen Rekordhalters, Baldur’s Gate 3, beinhaltet laut Dokumentation von Guinness World Records ca. zwei Millionen Wörter.
Am Tag der Veröffentlichung hatte sich Kingdom Come: Deliverance II eine Million mal verkauft.
In den ersten zwei Wochen nach Veröffentlichung verkaufte sich das Spiel zwei Millionen mal. Bereits einen Tag nach Release waren die Entwicklungskosten wieder eingespielt.

## Bewertung
PC Games vergab sowohl für die PC- als auch Xbox-Series- und PS5-Version 9 von 10 Punkten. Dabei wurde eine tolle Inszenierung und großartig geschriebene Dialoge gelobt, in diesem Zusammenhang wurde auch eine sehr gute deutsche Vertonung hervorgehoben. Ebenfalls gelobt wurde ein intuitives Leveling-System und die realistische Darstellung mitteleuropäischer Wälder. Kritisiert wurden hingegen steife und ausdruckslose Gesichter und schlechte Lippensynchronität.
GamePro vergab 87 von 100 Punkten für die Xbox-Series-Version und lobte unter anderem toll inszenierte Cutscenes, dynamische Beleuchtung, vielseitige Figuren sowie die Verfügbarkeit extrem vieler Ausrüstungsgegenstände. Kritisiert wurden beispielsweise ein umständliches Speichersystem und eine manchmal fummelige Controllersteuerung.